# Reto Schmidiger
Reto Schmidiger (ur. 21 kwietnia 1992 r.) – szwajcarski narciarz alpejski, trzykrotny medalista mistrzostw świata juniorów.

## Kariera
Po raz pierwszy na arenie międzynarodowej Reto Schmidiger zaprezentował się 23 listopada 2007 roku podczas zawodów FIS Race w szwajcarskim Zinal. Zajął wtedy 53. miejsce w slalomie. W 2010 roku wystartował na mistrzostwach świata juniorów w Mont Blanc, gdzie zdobył złoty medal w slalomie. Rok później, podczas mistrzostw świata juniorów w Crans-Montana był najlepszy w slalomie oraz kombinacji.
W Pucharze Świata zadebiutował 13 marca 2010 roku w niemieckim Garmisch-Partenkirchen, gdzie nie ukończył drugiego przejazdu w slalomie. Pierwsze pucharowe punkty zdobył niecały rok później, 26 lutego 2011 roku w bułgarskiej miejscowości Bansko, zajmując 12. pozycję w superkombinacji. W 2017 roku wystartował na mistrzostwach świata w Sankt Moritz, zajmując szesnaste miejsce w slalomie.

## Osiągnięcia

### Mistrzostwa świata
| Miejsce | Dzień     | Rok  | Miejscowość  | Konkurencja | Czas biegu  | Strata  | Zwycięzca       |
| ------- | --------- | ---- | ------------ | ----------- | ----------- | ------- | --------------- |
| 28.     | 17 lutego | 2013 | Schladming   | Slalom      | 1:51,03 min | +7,88 s | Marcel Hirscher |
| 16.     | 19 lutego | 2017 | Sankt Moritz | Slalom      | 1:34,75 min | +1,63 s | Marcel Hirscher |

### Mistrzostwa świata juniorów
| Miejsce | Dzień       | Rok  | Miejscowość       | Konkurencja | Czas biegu  | Strata  | Zwycięzca         |
| ------- | ----------- | ---- | ----------------- | ----------- | ----------- | ------- | ----------------- |
| 13.     | 31 stycznia | 2010 | Region Mont Blanc | Gigant      | 2:17.55 min | +1.51 s | Mathieu Faivre    |
| 1.      | 2 lutego    | 2010 | Region Mont Blanc | Slalom      | 1:30.97 min | -       | -                 |
| 9.      | 30 stycznia | 2011 | Crans-Montana     | Gigant      | 2:19.62 min | +1.99 s | Alexis Pinturault |
| 1.      | 31 stycznia | 2011 | Crans-Montana     | Slalom      | 1:28.54 min | -       | -                 |
| 29.     | 3 lutego    | 2011 | Crans-Montana     | Zjazd       | 1:37.34 min | +2.53 s | Alexis Pinturault |
| 1.      | 3 lutego    | 2011 | Crans-Montana     | Kombinacja  | ?           | -       | -                 |

### Puchar Świata

#### Miejsca w klasyfikacji generalnej
- sezon 2010/2011: 87.
- sezon 2011/2012: 93.
- sezon 2012/2013: 141.
- sezon 2013/2014: -
- sezon 2014/2015: 139.
- sezon 2015/2016: 130.
- sezon 2016/2017: 96.
- sezon 2017/2018: 111.
- sezon 2018/2019: 112.
- sezon 2019/2020: 95.
- sezon 2021/2022: 125.

#### Miejsca na podium w zawodach
Jak dotąd Schmidiger nie stał na podium zawodów Pucharu Świata.